# Љубомир Анђелковић
Љубомир Анђелковић са књижевним псеудонимом Кодјо Вангорски (Београд, 1934 - 2025) англофони гански и српски је писац и некадашњи југословенски дипломата.
Аутор је седам романа и три полемичко-есејистичке књиге. Писања Кодјоа Вангорског обележене су неповерењем у званичне „истине“. Већина његових главних ликова су особе које нису у стању да себе објективно спознају и које, да би се заштитиле од непријатне истине, беже у утешну, алтернативну стварност.

## Биографија
Рођен је јуна 1934. године у Београду, Краљевина Југославија, у добро стојећој породици београдских интелектуалаца — оца Вукашина и мајке Вере. Након лагодних првих седам година детињства од 1941. доживео је ужасе Другог светског рата и револуције.
После рата породица Анђелковић се, из виле коју су имали на Бановом брду, преселила у некомфорни станчић у београдском насељу Чубура где се прикључила животу сиротиње.
Најзначајнији догађај из тог периода живота дечака Љубомира било је приступање групи локалних снагатора, највећим делом састављеној од чубурских Рома, који су диктирали живот омладине у том делу Београда. Захваљујући свом убедљивом говорништву и таленту за посредовање, Љубомир је добио кључну улогу у „великом помирењу“ између Душановчана и Чубураца и тиме окончао вишедеценијски сукоб између два београдска предграђа. Та своја „дипломатска“ искуства је искористио за матурски рад из српског језика. Тема је била „Најхуманија професија“. Док су други матуранти писали о лекарском позиву, Љубомир је писао о дипломатији: са дубоким уверењем је изнео да реч има далеко већу снагу од песнице, и то како у сукобима између уличних банди, тако и у спречавању сукоба великих међународних политичких групација. За тај писмени рад је добио награду Народног одбора града Београда.
Паралелно са гимназијом, похађао је Средњу музичку школу при Музичкој академији, одсек за клавир. Са 16 година свирао је соло клавир у Менделсоновом „Капричо бриљанте“ уз пратњу оркестра Дома Југословенске народне армије у Београду.
Матурирао је 1952. године у Трећој мушкој гимназији.
За време студија на Филозофском факултету у Београду, у периоду 1952–1957., на Одсеку за енглески језик и књижевност, постао је и врхунски спортиста. Оборио је 24 омладинска и два сениорска рекорда СФРЈ и више пута био капитен лакоатлетске репрезентације Југославије.
По окончању студија провео је две године (1957‒1959) у Лондону где је радио у тада највећој књижари у свету W&G Foyles. За шест месеци, захваљујући иновацијама које је успео да уведе у рад књижаре, био је унапређен од физичког радника (разносача књига по одељењима) у помоћника директора.
Након одслужења војног рока запослио се у Институту за међународну политику и привреду у Београду. Као асистент, а касније као асистент истраживач објавио је низ студија из области међународних односа, као и више прилога за Просветину Политичку енциклопедију.
Средином 1960-их, Љубомир напушта Институт за међународну политику и привреду и прелази у Савезну управу царина, на место помоћника начелника новооснованог Школског центра. На том послу ће се задржати пуних четрнаест година. У том својству је запамћен као пионир у области перманентног образовања и новог начина вођење кадровске политике у савезним органима управе.
Као двоструки стручњак — и за међународне односе и за стручно образовања уз рад — 1978. године је премештен у Савезни секретаријат за иностране послове СФР Југославије где је постао први начелник Одељења за стручно усавршавање дипломата. То одељење ће касније прерасти у Дипломатску академију. У том пројекту учествовао је и као предавач за предмет „Утврђивање веродостојности привилегованих /обавештајних/ података“.
Када се након шест година, 1984. године систем образовања дипломатских приправника у Савезном секретаријату за иностране послове Југославије уходао, Анђелковић је премештен у Акру, престоницу западноафричке републике Гана, на место саветника амбасаде.
У својим каснијим књигама и интервјуима је детаљно описао свој боравак у Африци, за који је оценио да му даље проширио видике, али и делимично задовољио авантуристички дух. Анђелковић је је прокрстарио добар део западне Африке, а у лето 1986. био је један од свега 56 возача који су те године успели да пређу Сахару аутомобилом: Београд–Акра за 11 дана у фолксваген-бусу.
Након завршетка четворогодишњег службовања у Акри, захваљујући далековидом завршном извештају, био је унапређен у опуномоћеног министра и постављен за вршиоца дужности начелника Групе за анализу и планирање.
Његов извештај је постао један од темељних материјала на основу којих се планирала југословенска спољно-политичка стратегија. Пошто је у то време, у лето 1989. године колапс дотадашњих хладноратовских односа већ био видљив, у извештају се анализира како ће се евентуални колапс Совјетског Савеза одразити на Блиски исток и Африку јужно од Сахаре. У њему је Анђелковић предвидео оживљавање милитантног религијског фундаментализма који ће као последицу имати дестабилизацију региона и неминовно довести до масовних миграција у Европу и промене дотадашњих геостратешких константи.
Пошто је на Самиту несврстаних у Београду 1989. године одлучено да ће следећа министарска конференција Несврстаних бити одржана у Акри, Анђелковић је 1991. поново послат у југословенску амбасаду у Акри да ради на припремама за конференцију.
У том својству је заједно са амбасадором Џорџом Ламптијем (George Lamptey, тада главни директор министарства спољних послова Гане) припремио је нацрт резолуције конференције Несврстаних којом се гарантује територијални интегритет Југославије. На тај нацрт је Извршно веће Србије ставило вето и тиме отворило могућност распада СФРЈ.
Свега 15 месеци касније одбија да извршава наређења српског руководства која су му наметана мимо Уставом и законом утврђене праксе. Фебруара 1993. године даје оставку на место шефа дипломатске мисије и остаје у Акри. Са локалним партнером отвара аутомеханичарску радионицу у једном рибарском предграђу Акре. Када је локални партнер преваром саботирао посао како би остао једини власник, Анђелковић је остао без икаквих прихода. Живео је у Акри са породицом коју су чиниле две малолетне ћерке и супруга, у недовршеној згради изнад радионице, у којој није било воде, струје, плафона, патоса, улазних врата и прозора.
Снагу да преброди потпуну немаштину дали су суседи, људи и сами у немаштини, који су увек умели да поделе своју храну са породицом Анђелковић.
Како би се осамосталио и обезбедио нешто новца за храну, бивши дипломата се прихватао било каквих послова. Као физички радник радио је по унутрашњости Гане чиме је добио прилику да из прве руке упозна наличје живота у тој афричкој земљи.
Бескућнички период је трајао пуних шест година све до 1996. године када је књижара „Books for Less” почела да издаје кратке приче које је Анђелковић писао под именом Кодјо Вангорски.
Кратке приче Кодјоа Вангорског су биле анегдоте са жаоком, из живота његовог сиротињског комшилука, које су убрзо постале популарне, јер су приказивале живот без лажног патоса који је карактеристичан за ганску књижевност. Три године касније, „Букс фор лес“ му, у наставцима, издаје роман Анђелче Ненси (Angelface Nancy, a witchtale) који је брзо постао бестселер и увео име Кодјо Вангорски у литературу.
Живот испод границе афричког сиромаштва био је пресудан у кристалисању пишчеве животне филозофије и учинио да његово писање има јединствену црту која одудара од уобичајених дела савремене литературе.
Године 2010. вратио се у Србију где је наставио да пише под истим именом. До сада му је у Србији објављено седам књига. Три су преводи са енглеског, а остале су писане на српском.
Члан је Удружења књижевника Србије под правим именом Љубомир Анђелковић.
Преминуо је у августу 2025. године.

## Књиге на српском
- Голдберг & Розалинда : роман, Нова поетика, Београд, 2014.
- Анђелче Ненси : прва књига Афричке трилогије, Argus Books & Magazines : Нова Поетика, Београд, 2016.
- Острашћивање прошлости, Argus Books & Magazines : Нова Поетика, Београд, 2016.
- Порекло, ширење и судбина зла : (Кодјоове Посланице Теофилу), Argus Books & Magazines : Нова Поетика, Београд, 2017.
- Бус за рај, Argus Books & Magazines, Београд, 2018
- Исповест госпођице Ковалски, Argus Books & Magazines : Нова Поетика, Београд, 2018.
- Србија јужно од Сахаре, Argus Books & Magazines, Београд, 2019.
- Ријалити, Чигоја штампа, Београд, 2021.
- Водич кроз смак света, Чигоја штампа, Београд, 2021.